# The Cats
Pour les articles homonymes, voir The Cats (homonymie).
The Cats est un groupe musical néerlandais, originaire de Volendam, actif entre 1964 et 1985 avec quelques interruptions. The Cats est l'un des groupes les plus populaires des Pays-Bas entre 1968 et 1975.

## Histoire

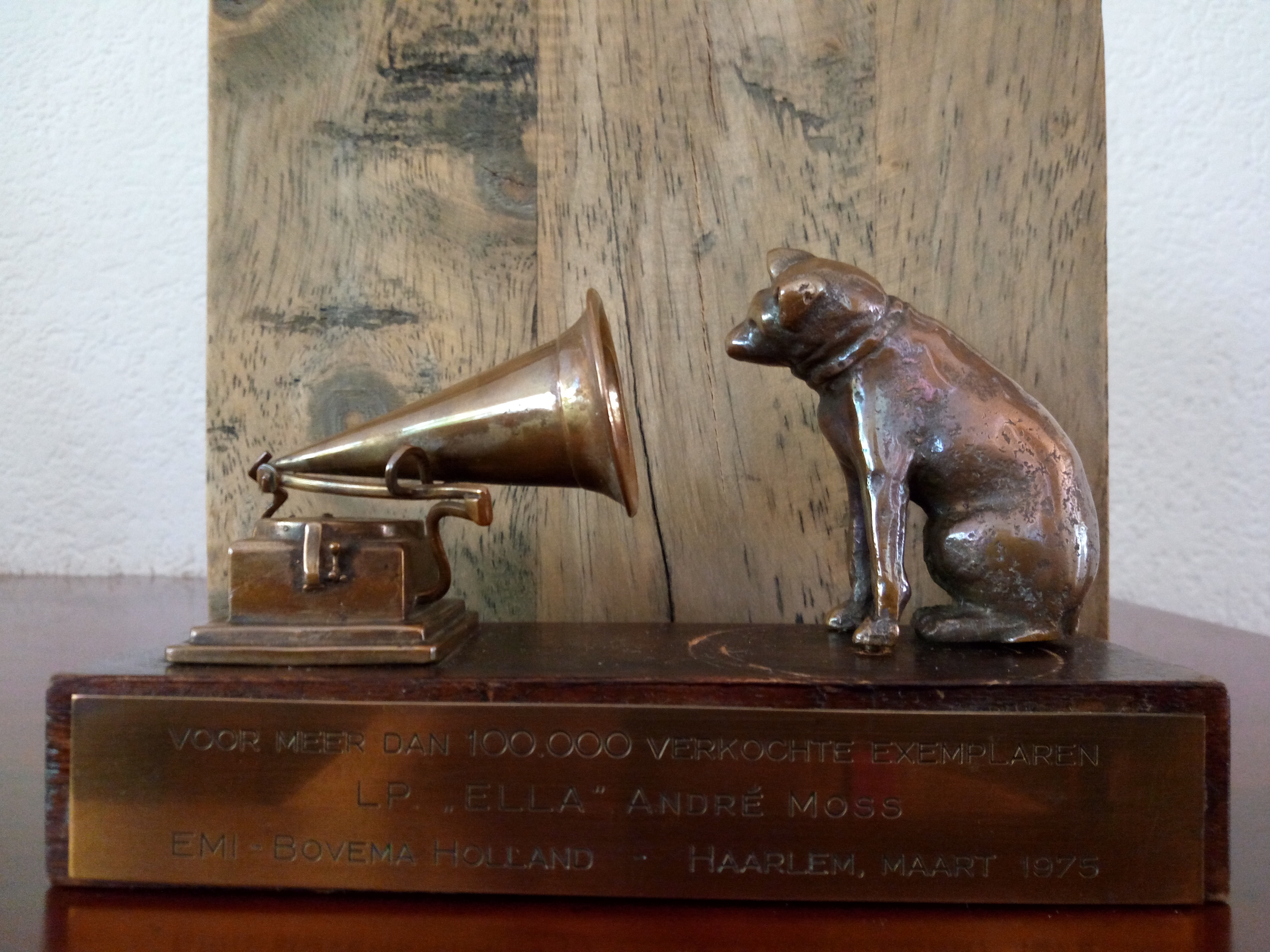
Chien d'or (La Voix de son maître) pour une million de ventes de One Way Wind en Allemagne.

Parmi les nombreux succès que le groupe connait dans son pays et à l'international, le plus important est One Way Wind, qui se classe à la première place du hit-parade suisse ainsi que dans le top 10 des hit-parades dans plusieurs autres pays. En Allemagne, il se vend à plus d'un million d'exemplaires.
Le groupe se produit dans son pays et à l'étranger, notamment en Indonésie, au Suriname et aux Antilles. Deux albums sont produits aux États-Unis par Al Capps. En 1974, le groupe cesse de se produire pendant environ un an. Pendant cette période, trois membres du groupe sortent des albums solo. Après avoir repris les concerts, le groupe se sépare en 1979. Le groupe fait ensuite son retour en 1982 et reste actif jusqu'en 1985, lorsque le groupe se sépare définitivement.

## Membres
- Cees Veerman (en) – chant, guitare
- Piet Veerman (en) – chant, guitare
- Arnold Mühren – basse
- Jaap Schilder – guitare
- Theo Klouwer – batterie
- Piet Keizer – guitare (1972-1975)

## Discographie

### Albums studio
- 1967 : Cats as Cats Can
- 1968 : Cats
- 1969 : Colour Us Gold
- 1970 : Take Me with You
- 1971 : Cats Aglow
- 1972 : Signed by The Cats
- 1973 : Home
- 1974 : Love in Your Eyes
- 1975 : Hard to Be Friends
- 1975 : We Wish You a Merry Christmas
- 1976 : Homerun
- 1978 : Like the Old Days
- 1983 : Third Life
- 1985 : Flyin' High
- 1994 : Shine On